# 廊坊市市长列表
下表列出历任廊坊市市长：

## 中华人民共和国时期

### 县级
- 廊坊市人民政府市长
  - 曲耀信，1982年3月-1983年7月在任。
  - 刘茂林，1983年7月-1987年5月在任。
  - 蔡义川，1987年5月-

### 地级
- 天津区行政督察专员公署专员
  - 张子善，1949年8月-1950年11月在任。
- 天津区专员公署专员
  - 张子善，1950年11月-1951年12月在任。
  - 朱康，1950年底任，未到职。
  - 李克才，1951年12月-1952年9月在任。
  - 宋浩，1952年9月-1958年6月在任。
- 天津专区专员公署专员
  - 曹庶范，1958年6月-12月在任。
  - 1958年12月，天津专区并入天津市；1961年6月，建制恢复。
  - 牛勇，1961年6月-1963年1月在任。
  - 肖光，1963年3月-1964年2月以副专员身份主持全面工作。
  - 崔涛，1964年2月-1967年1月在任。
  - 1967年1月底，专员公署被造反派夺权。
- 天津地区革命委员会主任
  - 宋健，1967年11月-1974年1月在任。
- 廊坊地区革命委员会主任
  - 宋健，1974年1月-1975年1月在任。
  - 刘原生，1975年1月-1978年8月在任。
- 廊坊地区行政公署专员
  - 杨进修，1978年8月-1983年7月在任。
  - 王洪廉，1983年7月-1985年11月在任。
  - 赵惠臣，1985年11月-1986年19月在任。
  - 罗植龄，1987年4月-1988年5月在任。

- 廊坊市人民政府市长
  - 赵诚，1989年3月-
  - 王辅捷，
  - 吴显国，河北三河人，2001年12月-2003年12月在任。
  - 王爱民，河北南和人，2003年12月-2011年12月在任。
  - 聂瑞平，河北献县人，2011年12月-2013年2月在任。
  - 冯韶慧，河北曲阳人，2013年2月-2016年7月在任。
  - 陈平，河北无极人，2016年7月-2019年7月在任。
  - 赵革，黑龙江海伦人，2019年12月-2020年8月在任。
  - 杨燕伟，河北乐亭人，2020年8月-2022年8月在任[1]。
  - 李国勇，河北新城人，2022年8月就任廊坊市人民政府市长。